# Red Hill Mining Town
«Red Hill Mining Town» es una canción de la banda de rock U2. Es la sexta pista de su álbum de 1987, The Joshua Tree. Se trabajó en una versión preliminar de esta canción durante las primeras sesiones de escritura del álbum The Joshua Tree en 1985. La canción se centra en la huelga de 1984 del Sindicato Nacional de Mineros en Gran Bretaña que se produjo en respuesta a la campaña de la Junta Nacional del Carbón para cerrar minas no rentables. En febrero de 1987 se produjo un vídeo musical para la canción y fue dirigido por Neil Jordan. Se planeó lanzar la canción como segundo sencillo del álbum, pero finalmente fue archivada en favor de «I Still Haven't Found What I'm Looking For».
En abril de 2017 se lanzó como sencillo una nueva mezcla de la canción del productor Steve Lillywhite.

## Antecedentes y grabación
En 1984, el Sindicato Nacional de Mineros declaró una huelga en respuesta a la decisión de la Junta Nacional del Carbón británica de cerrar una gran parte de las minas de carbón del Reino Unido, que habían dejado de ser rentables. El gobierno de Margaret Thatcher se opuso vehementemente a la huelga. La disputa provocó discordia civil política y social y enfrentamientos violentos entre piquetes sindicales y las fuerzas policiales del Reino Unido en las zonas afectadas. Este fue uno de los conflictos cívicos más divisivos y amargos en Gran Bretaña en el siglo XX, y su impacto social y económico en las comunidades de clase trabajadora basadas en la minería del carbón en Gales y en las Tierras Medias y el Norte de Inglaterra fue severo.
En 1984, Bob Dylan tocó en el castillo de Slane en Irlanda. El cantante de U2, Bono, lo entrevistó para la revista Hot Press y Dylan invitó a Bono a cantar en el escenario con él. La reunión confirmó a Bono, cuya «colección de discos comenzó en 1976», cuánto le quedaba por aprender sobre las tradiciones del canto, la composición y la musicalidad. Se desarrolló una amistad entre Bono y Dylan y Bono profundizó en el catálogo anterior de Dylan y volvió a rastrear las conexiones entre la música folclórica irlandesa y estadounidense. También escuchaba las canciones obreras de Bruce Springsteen. La creciente conciencia de U2 sobre las tradiciones populares se reflejó en su actuación en un tributo del 25 aniversario en The Late Late Show a los veteranos del folk The Dubliners. U2 interpretó «Springhill Mining Disaster» de Peggy Seeger, que cuenta la historia de un desastre minero en Nueva Escocia.
Estos hilos se unieron en «Red Hill Mining Town», una versión preliminar del cual se elaboró durante las primeras sesiones de composición del álbum The Joshua Tree a finales de 1985. Las letras de Bono se centraron en el estrés que la disputa tuvo en las familias y sus relaciones, muchas de las cuales se rompieron. En particular, se inspiró en el libro de Tony Parker Red Hill: A Mining Community. Bono fue criticado en algunos sectores por no ser lo suficientemente específico políticamente. Sin embargo, Bono dijo que sentía que estaba más interesado en las relaciones y que otros estaban más calificados para comentar sobre la huelga en sí.
Durante la grabación, Bono estaba insatisfecho con una de las primeras tomas vocales, y se preguntó por qué su voz lo hacía sonar «como un hombre rico con billetes de una libra en los bolsillos cuando se trata de una canción sobre el desempleo». El ingeniero de audio determinó que el efecto de reverberación de placa estéreo que se había agregado a las voces estaba contribuyendo a esta sensación y, como resultado, lo eliminó.
Al final, U2 no quedó completamente satisfecho con el resultado final; el productor Steve Lillywhite, que mezcló el tema, dijo: «Nunca lo terminaron como querían. Siempre pensaron que podría ser un poco mejor». Uno de los problemas fue que el acompañamiento de metales interpretado por Arklow Silver Band se consideró desafinado. Como resultado, le dijeron a Lillywhite que aumentara la pista del sintetizador en la mezcla, ya que «en 1986, nos impresionó mucho que se pudieran obtener instrumentos de metal con un sonido realmente bueno con un teclado».

### Mezcla de 2017
Para la reedición del 30 aniversario de The Joshua Tree en 2017, se crearon nuevas mezclas de varias canciones, incluida «Red Hill Mining Town». Se trabajó en la mezcla de 2017 de la canción utilizando temas de la grabación original; la banda y Lillywhite se comunicaron por correo electrónico, ya que el productor residía en Indonesia. Mirando hacia atrás en la mezcla original, Lillywhite creía que era un error quitarle énfasis a los metales y dijo del sintetizador: «Sí, es un buen sonido, pero a veces el sonido no es tan importante como el espíritu». Dado que los metales se grabaron en solo dos pistas, Lillywhite no pudo realizar el autoajuste de la grabación. En cambio, subió los vientos basándose en una recomendación que le hizo el guitarrista de The Rolling Stones, Keith Richards, 30 años antes. Cada vez que la guitarra de Richards se desafinaba en el transcurso de una toma, en lugar de bajar el instrumento en la mezcla y cubrirlo con una sobregrabación, lo subía para que, a pesar de sonar desafinado, «se hiciera dueño del sonido». Al describir la nueva mezcla de «Red Hill Mining Town», Lillywhite dijo: «la banda de música es mucho más emotiva que alguien tocándola en un teclado».
Otros cambios para la nueva mezcla se complicaron por la pérdida de audio; U2 había grabado la canción como una única interpretación en el estudio, lo que provocó que la batería se filtrara en la pista del amplificador del bajo. El guitarrista The Edge le pidió a Lillywhite que subiera la guitarra en la mezcla. Bono, creyendo que podía cantar la canción mejor y con más sinceridad, le dijo a Lillywhite: «Odio al cantante» y posteriormente volvió a grabar su voz para los versos. Lillywhite dijo: «De hecho, tuve que combinar un Bono de 56 años con un Bono de 26 y se mezclaron bien. Me sentí muy feliz. Es un sonido bastante poderoso».

## Lanzamiento como sencillo abortado y presentaciones en vivo
Un vídeo musical de la canción fue producido en febrero de 1987 en Londres y dirigido por Neil Jordan. Fue filmado en un set que representa una mina subterránea. El vídeo se incluyó en el DVD extra de la reedición en Super Deluxe Box del vigésimo aniversario de The Joshua Tree.
Inicialmente se planeó lanzar la canción como el segundo sencillo de The Joshua Tree, pero U2 no estaba contento con el video y Bono no pudo cantar las notas altas durante los ensayos previos al Joshua Tree Tour. La canción se eliminó como sencillo y «I Still Haven't Found What I'm Looking For» se convirtió en una elección tardía para el segundo sencillo. El baterista de U2, Larry Mullen Jr., la describió más tarde como «una de las canciones perdidas» y, si bien pensaba que tenía un gran potencial, estaba «sobreproducida y subescrita». Si bien Bono tenía ideas claras sobre cómo quería que sonara durante las sesiones de The Joshua Tree, Mullen recuerda que el resto de la banda y el equipo de producción «[no] estaban seguros de hacia dónde iba con eso».
Durante 30 años fue conocida como la única canción de The Joshua Tree que nunca se tocó en vivo, aunque se realizó una prueba de sonido en noviembre de 1987. En 2017, la banda se embarcó en The Joshua Tree Tour 2017, tocando el álbum en su totalidad, y como resultado, la canción se tocó en vivo por primera vez.

## Recepción de la crítica
Bill Graham de Hot Press comparó la canción con dos de las otras baladas del álbum, «I Still Haven't Found What I'm Looking For» y «Running to Stand Still», describiéndola como «la más desordenada y literal, menos misteriosa y más abierta pista». Dijo que las armonías bloqueadas muestran a la banda «esforzándose demasiado ambiciosa y convencionalmente por lograr un efecto» y comparó la canción con una «variante de 'Sailing' escrita para el Sindicato Nacional de Mineros». Sin embargo, describió la melodía como «innegablemente potente y contagiosa», y elogió las buenas intenciones de la banda al escribir sobre las huelgas mineras. Niall Stokes dijo que la canción «capturó elocuentemente [...] la sensación de fatalidad que rodeó la muerte de las pequeñas comunidades mineras unidas».